# Slovenská Grafia
Slovenská Grafia je tiskárna nacházející se v bratislavských Krasňanech, kde sídlí od roku 1971.
Vznikla však (pod současným názvem) již v roce 1921 jako první tiskárna na Slovensku, jejím spoluzakladatelem byl známý politik Milan Hodža. V roce 1935 v ní vznikla první barevná publikace pro Matici slovenskou. O rok později byla zavedena hlubotisková technika a v roce 1938 ofsetový tisk. Tradice rotačního tisku se datuje rokem 1956, kdy byly instalovány první hlubotiskové a ofsetové rotačky a začala výroba barevných časopisů. Od roku 1997 je zavedena technologie bezfilmového zhotovení tiskové formy v hlubotisku – tzv. CTG a od roku 2000 i pro ofset – CTP.
Jako jediná tiskárna na Slovensku má potenciální okamžitou hodinovou kapacitu 8 milionů stran A4 za hodinu, což ji řadí mezi evropskou špičku.
Za socialismu (od roku 1955) nesla název Polygrafické závody (Krasňany) n.p. a byla součástí trustu Slovenská polygrafie. Současným majoritním akcionářem je Grafobal Group.